# Arnaldo Dell'Ira
Arnaldo Dell'Ira (Livorno, 21 marzo 1903 – Russia, gennaio 1943) è stato un architetto italiano.

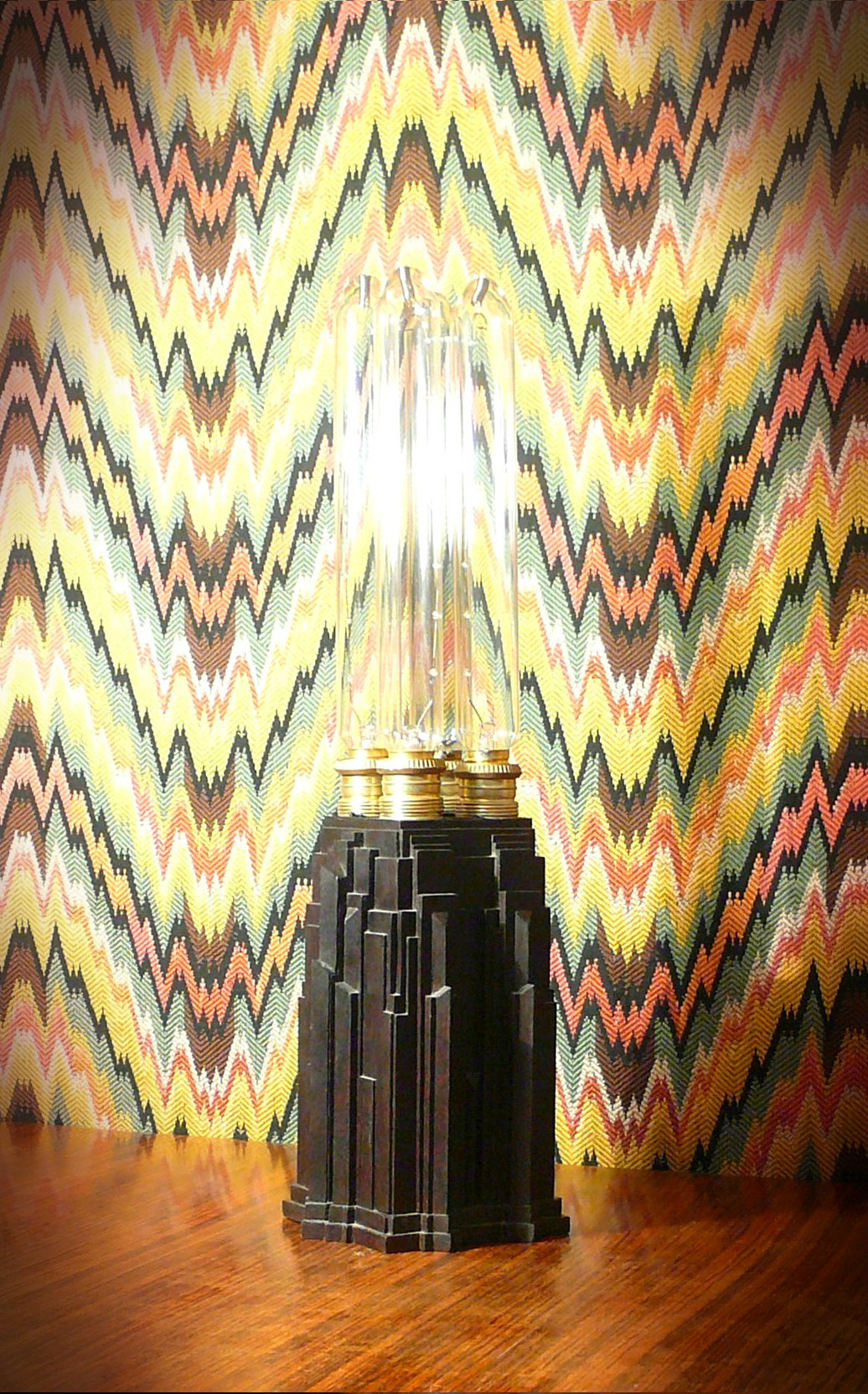
Lampada "a grattacielo"
prototipo in legno laccato, 1929

Attivo nei principali studi professionali del suo tempo, sia a Roma che a Firenze, con la sua opera ben rappresenta la cultura architettonica italiana tra le due guerre in tutte le sue componenti, rispecchiandone i contrastanti indirizzi formali (dapprima secessionisti, futuristi e Art Déco, in seguito razionalisti e classicisti).

## Biografia
Nasce a Livorno in una famiglia di tradizioni liberali da sempre impegnata nella politica del giovane Stato unitario italiano: il nonno materno - del quale preferirà usare il cognome nel corso della sua attività professionale - aveva partecipato alla spedizione dei Mille e il padre, convinto interventista, a quella di Fiume insieme a Gabriele D'Annunzio. Compiuti gli studi classici nel Liceo Ginnasio di Livorno, si trasferisce a Firenze per frequentare i corsi d'architettura dell'Accademia di Belle Arti, la Regia Scuola Superiore d'Architettura sarà infatti istituita a Firenze solo nel 1926. 
Nei primi anni '20 stringe rapporti di amicizia e di lavoro con Giovanni Michelucci e i giovani architetti che comporranno poi il Gruppo Toscano, vincitore del concorso per la nuova Stazione di Santa Maria Novella. Il vivace ed elitario ambiente intellettuale fiorentino, definito dal Dell'Ira in una lettera (Epistolario, 1927, nr. 45) "una gabbia di grilli", però non lo soddisfa, convinto che solo a Roma si possa fare della moderna architettura all'altezza della grande tradizione italiana. 
Nel 1930 si trasferisce dunque nella capitale, presso l'importante studio di Angiolo Mazzoni (con cui aveva già collaborato sul cantiere della Colonia Rosa Maltoni Mussolini per i figli di postelegrafonici e ferrovieri situata a Calambrone, sul litorale tra Pisa e Livorno), ingegnere di formazione futurista e funzionario del Dicastero delle Comunicazioni, autore di numerosi palazzi postali e stazioni ferroviarie, ora di forme tradizionaliste, ora più marcatamente moderni.
Per la sua conoscenza dell'ambiente, Arnaldo Dell'Ira viene incaricato di seguire la complessa e politicamente delicata vicenda progettuale della nuova stazione ferroviaria fiorentina, per la quale lo studio Mazzoni elaborerà ben otto differenti varianti, di cui l'ultima (denominata 33c), di più chiara impronta moderna, sarà in gran parte frutto delle fatiche del Dell'Ira. L'esito del concorso, che premierà il progetto del Gruppo Toscano, incrinerà però i rapporti con il Mazzoni, cosicché a partire dal 1933 Arnaldo Dell'Ira entra nello studio di Marcello Piacentini, il più influente architetto italiano del tempo. Comincia per il Dell'Ira un periodo di intensa attività professionale, che lo vedrà impegnato in molti cantieri della capitale (dalla chiesa di Cristo Re, al Rettorato della nuova Città Universitaria, al Palazzo delle Corporazioni), oltre che autore di una mole di disegni e progetti che ben ne rispecchiano il felice momento creativo.
Tra il potente Marcello Piacentini e il giovane architetto si stabilisce un'intesa tanto umana e professionale quanto artistica: "nello studio di Marcello la luce dorata del Lungo Tevere illumina i tavoli da disegno e guida naturalmente la mano a forme d'austera bellezza, forme del nostro tempo finalmente degne della tradizione di Roma" (Epistolario, 1937, nr, 118). Per la piena fiducia del Piacentini, a partire dal 1936, Arnaldo Dell'Ira è il principale responsabile dello studio per i rapporti con gli architetti tedeschi, sempre più importanti con il mutare del clima politico. Impegno che lo vedrà curare sia la rassegna sull'architettura contemporanea in Germania pubblicata sulla rivista Architettura (1939),  sia il successivo articolo di Piacentini sul nuovo palazzo dell'Ambasciata d'Italia a Berlino, opera dell'architetto Friedrich Hetzelt. Sarà questo l'ultimo impegno professionale di Arnaldo Dell'Ira che nel 1942 partirà volontario con l'8ª Armata per il fronte russo, dove risulterà disperso nella battaglia sul fiume Don del gennaio 1943.
Nel dopoguerra il Comune di Livorno ha dedicato alla sua memoria una breve pubblicazione (Lando Bartoli, Arnaldo Dell'Ira, un italiano, 1948) che ne ripercorre la vicenda umana e professionale, rappresentativa di un'epoca dell'architettura italiana.

## Le opere

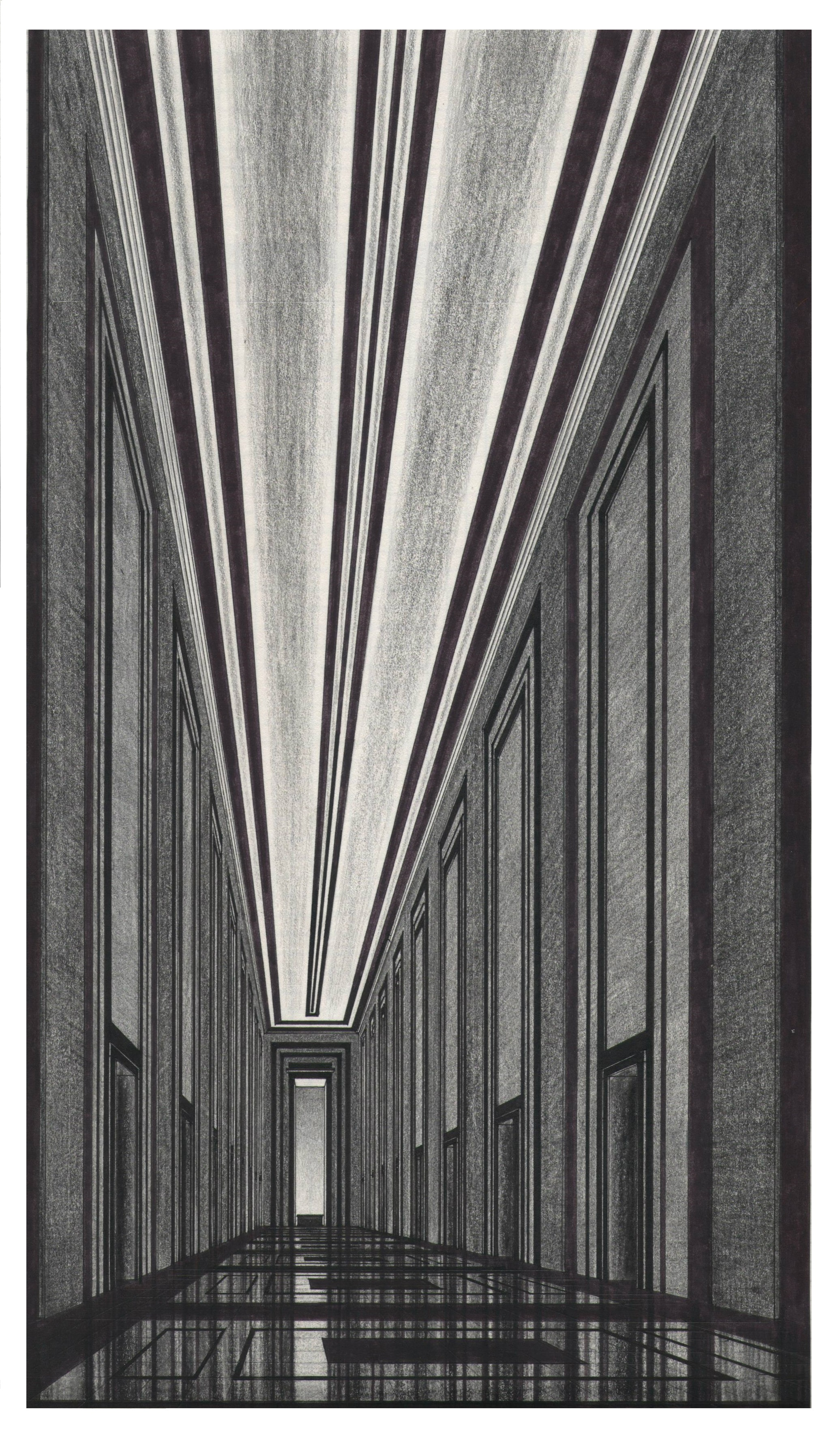
Atrio per il Dicastero delle Comunicazioni, 1932

Dell'attività professionale del Dell'Ira resta un imponente corpus di disegni, circa 250, eseguiti con tecniche diverse (schizzi a carboncino; disegni al tratto in inchiostro di china, ombreggiati all'acquarello o a grafite; tavole colorate a pastello, a tempera o con inchiostri colorati) e di diverso formato (dalle grandi vedute prospettiche, ai bozzetti preparatori, spesso molto accurati e raccolti in taccuini distinti dal colore della copertina, fino ai disegni esecutivi). 

### Il periodo fiorentino
Tra i disegni degli anni '20 prevalgono i progetti d'arredo e d'architettura di interni con evidenti influenze della Secessione Austriaca (decorazione del Cinema Lux) e in seguito dell'Art Déco (il negozio di tessuti Bandini e il progetto della lampada in bachelite "a grattacielo", precoce esempio di design industriale della quale fu eseguito un prototipo in legno laccato).

### Il periodo romano
Nei primi anni del soggiorno romano (1930-1936), in parallelo con la sua attività nello studio Mazzoni e poi in quello Piacentini, il Dell'Ira va precisando la propria cifra stilistica. Dapprima, abbandonato il bagaglio decorativo dell'Art Déco, sempre più sentito come estraneo al carattere nazionale italiano, si volge a un razionalismo gravido di suggestioni futuriste, in seguito abbraccia con entusiasmo il compromesso tra modernità e monumentalità proposto da Marcello Piacentini. 
Questa svolta è attestata nei disegni conservati da un ampio ventaglio di progetti e vedute architettoniche, tra i più rappresentativi della raccolta: la serie per il Dicastero delle Comunicazioni, tesa alla definizione di una monumentalità moderna; le solari "Piazze d'Italia", in cui si mescolano suggestioni classiche, vernacolari e metafisiche; diversi progetti di piccoli, ma accurati edifici utilitari (Scuole elementari rurali, "Dopolavori", "Case della Gioventù").  
Da questa serena serie di immagini divergono le vedute di una piazza sul mare da realizzarsi a Livorno, forse nel quadro del piano regolatore elaborato dal Piacentini. Come altri datati agli ultimi anni '30 primi anni '40, questi disegni hanno infatti un carattere diverso, lo stesso che si può riscontrare nelle contemporanee lettere dell'epistolario: la tavolozza dei colori si spegne, le vedute si ingigantiscono in visioni utopiche, prevalgono edifici a carattere militare (caserme, dogane, monumenti ai caduti accomunati dal titolo "Guardia ai Confini") e si fa sempre più evidente l'influsso della contemporanea architettura tedesca (soprattutto Wilhelm Kreis e Albert Speer), assieme a quella propriamente neoclassica di Pasquale Poccianti e del suo Cisternone, realizzato a Livorno nel 1829-42, opera visionaria paragonabile alle architetture "rivoluzionarie" di Étienne-Louis Boullée. Questo stato d'animo cupo e introverso, ben rappresentato da queste ultime immagini, spiega forse anche la partenza volontaria di Arnaldo Dell'Ira per il fronte russo, dove la sua vicenda umana si concluderà precocemente. 
I disegni, datati e firmati in gran parte con la sigla ARDIR, sono stati ordinati in base al formato e all'epoca di esecuzione. Altrettanto ricco è l'epistolario, comprendente la corrispondenza del Dell'Ira dal 1924 al 1942, vera e propria miniera di informazioni sui retroscena dei grandi concorsi dell'epoca e sui rapporti tra architettura e fascismo. Tutto questo materiale sarà donato dagli eredi all'Archivio di Stato di Livorno.

## Galleria d'immagini

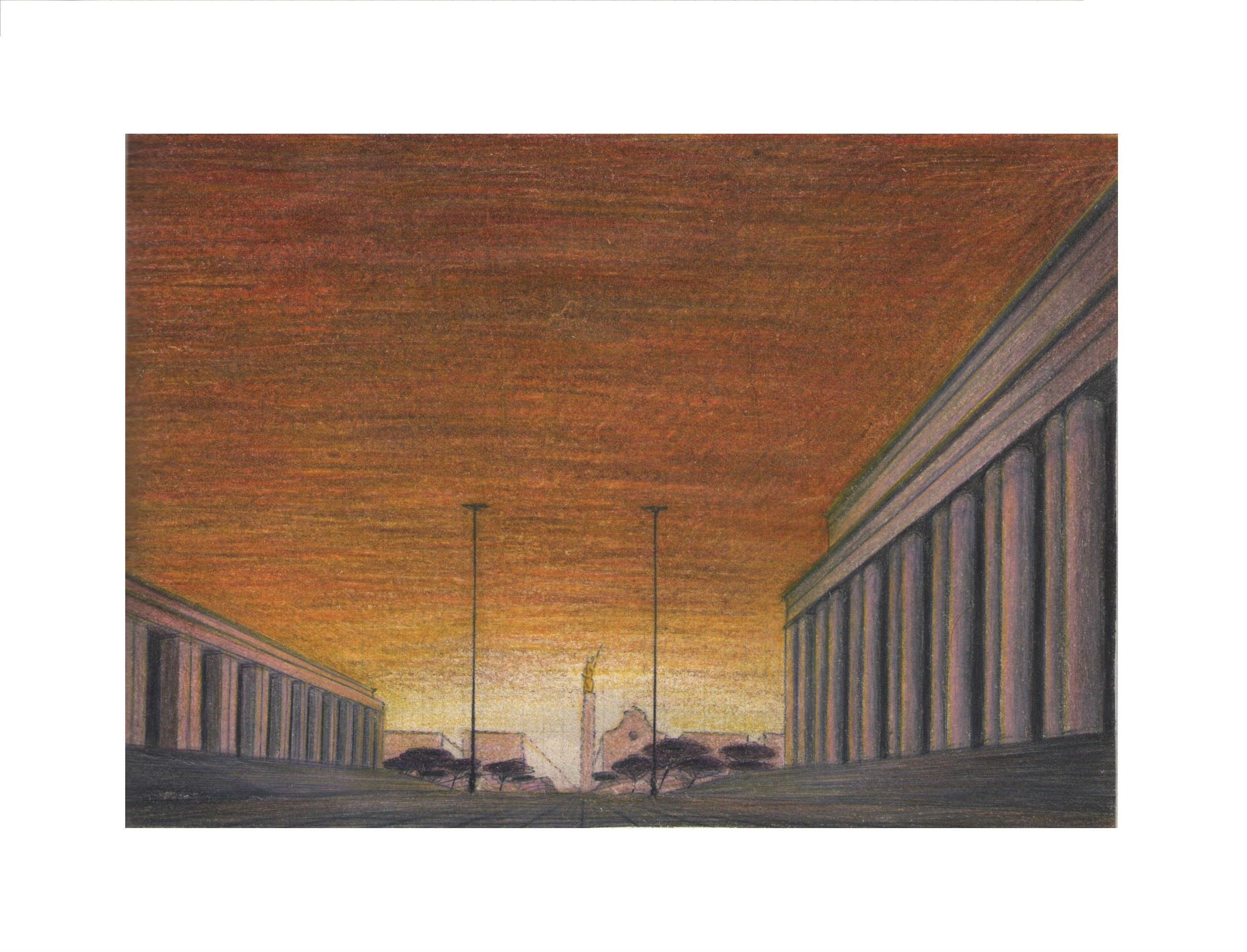
Piazza d'Italia (Piazza dei Cinquecento)
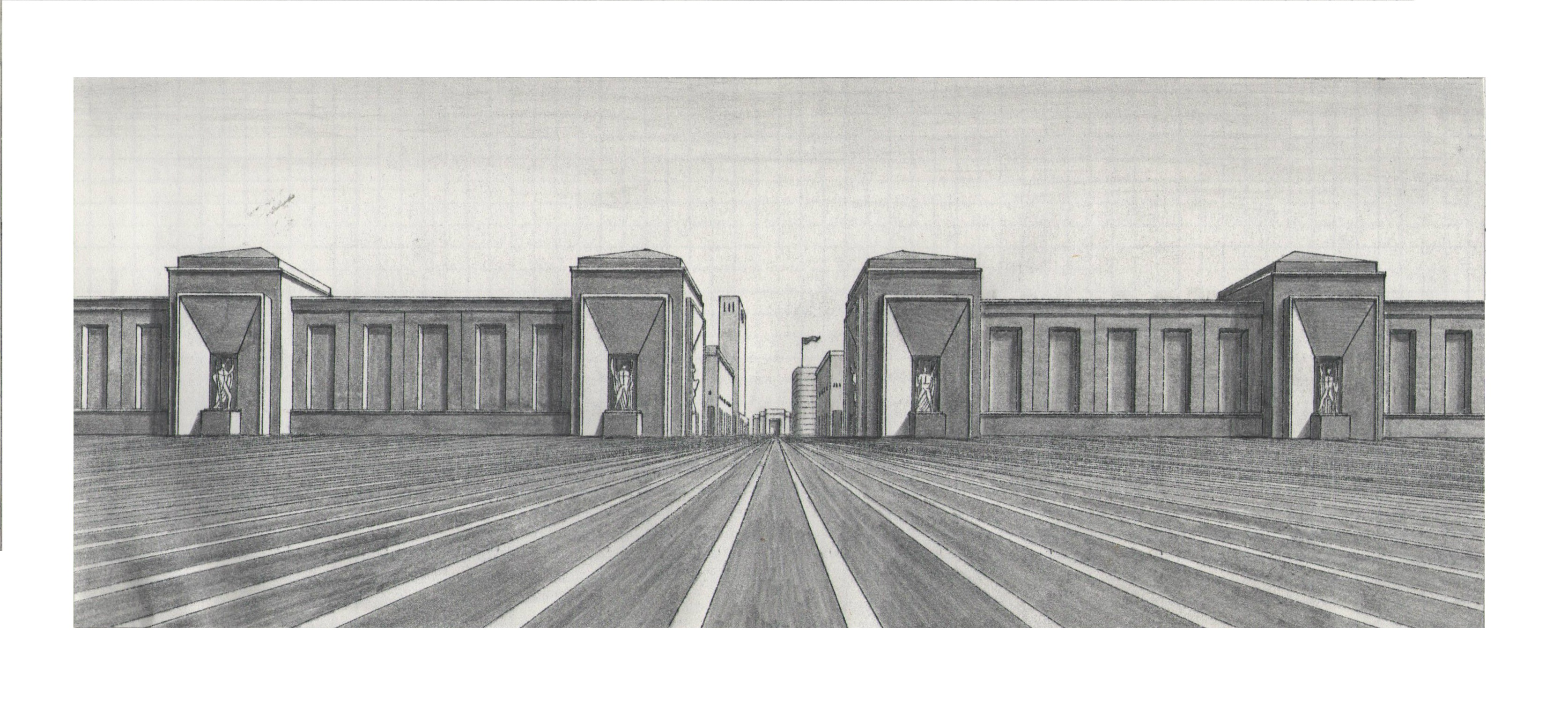
Piazza d'Italia, 1933
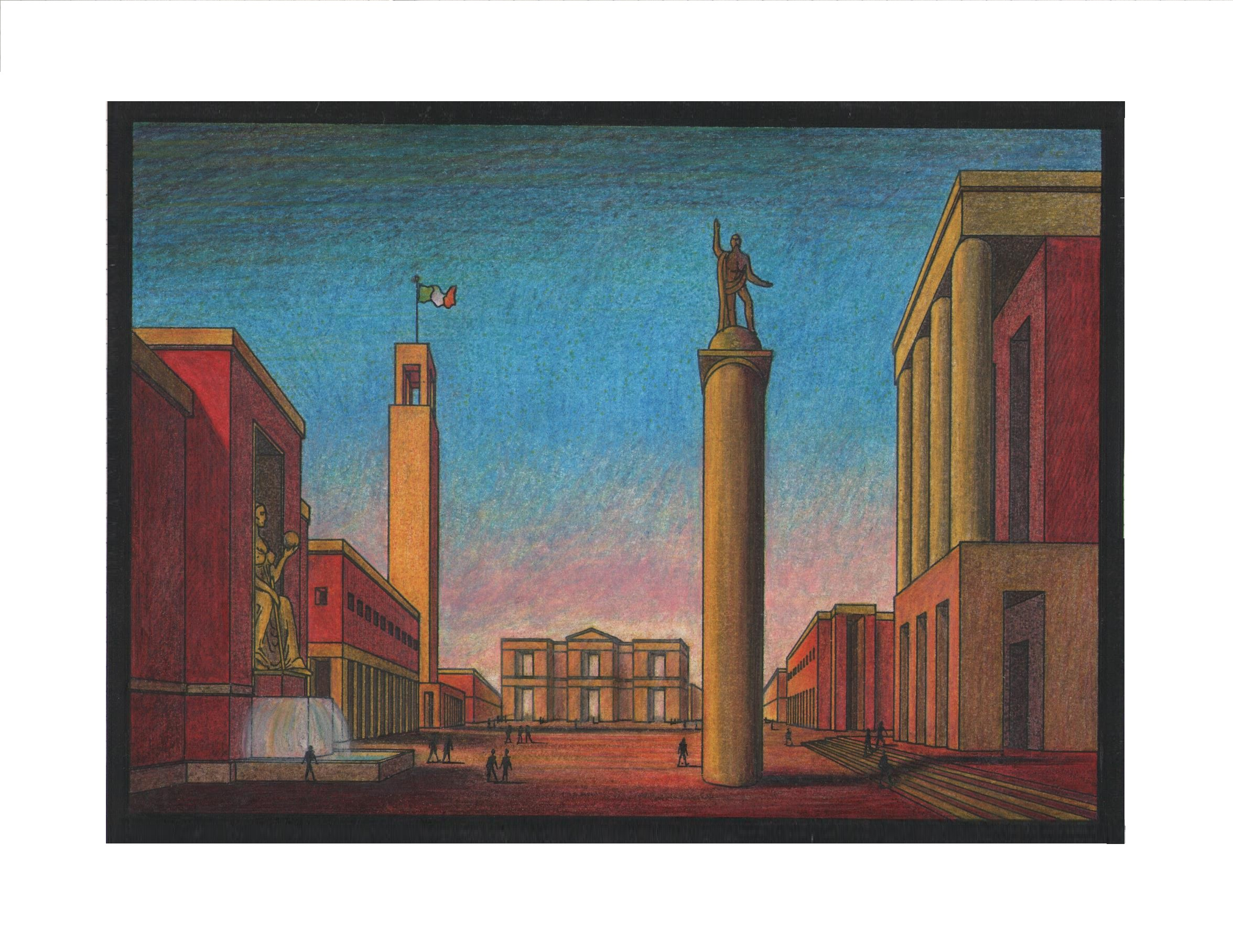
Piazza d'Italia, 1934
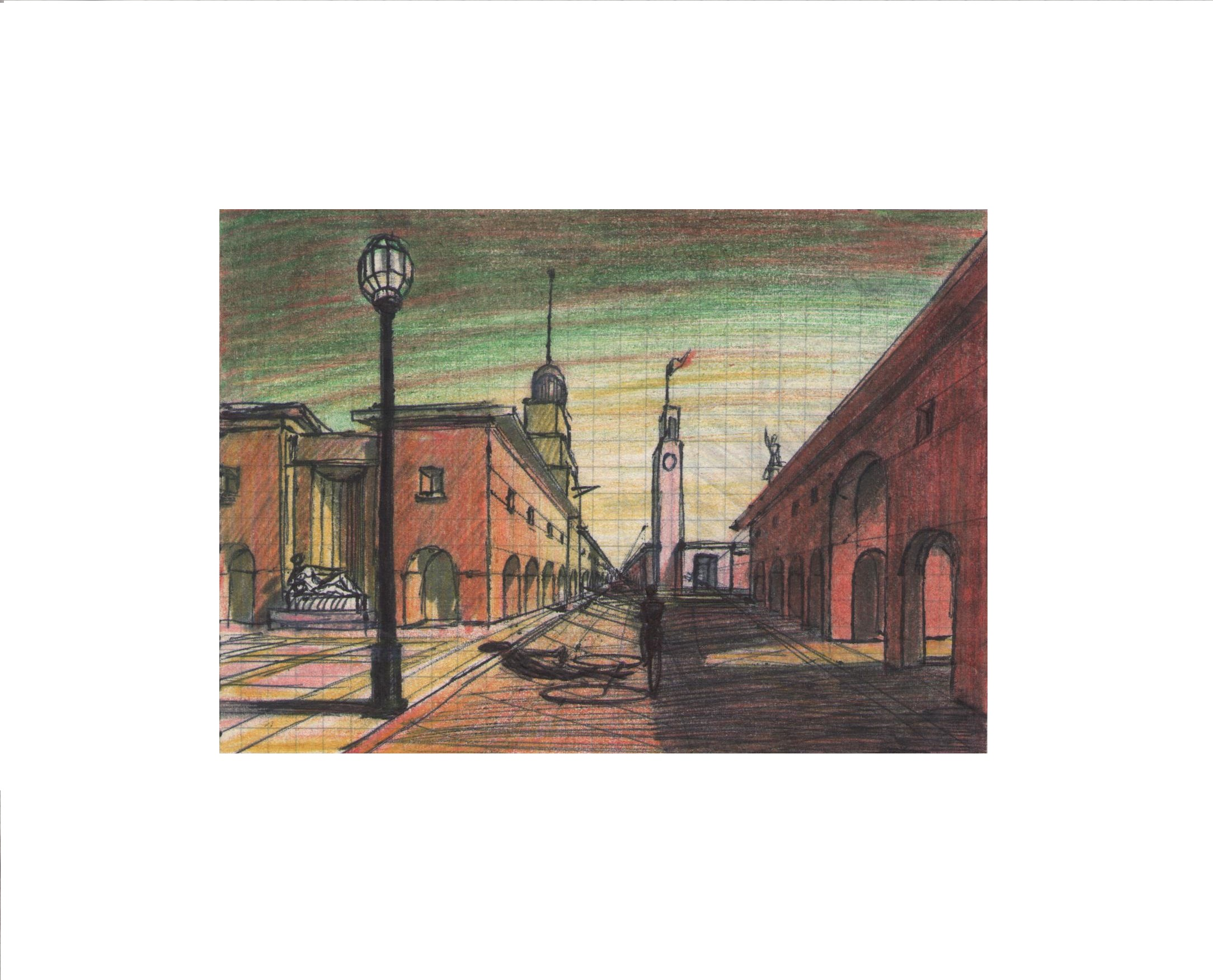
Piazza d'Italia, 1936
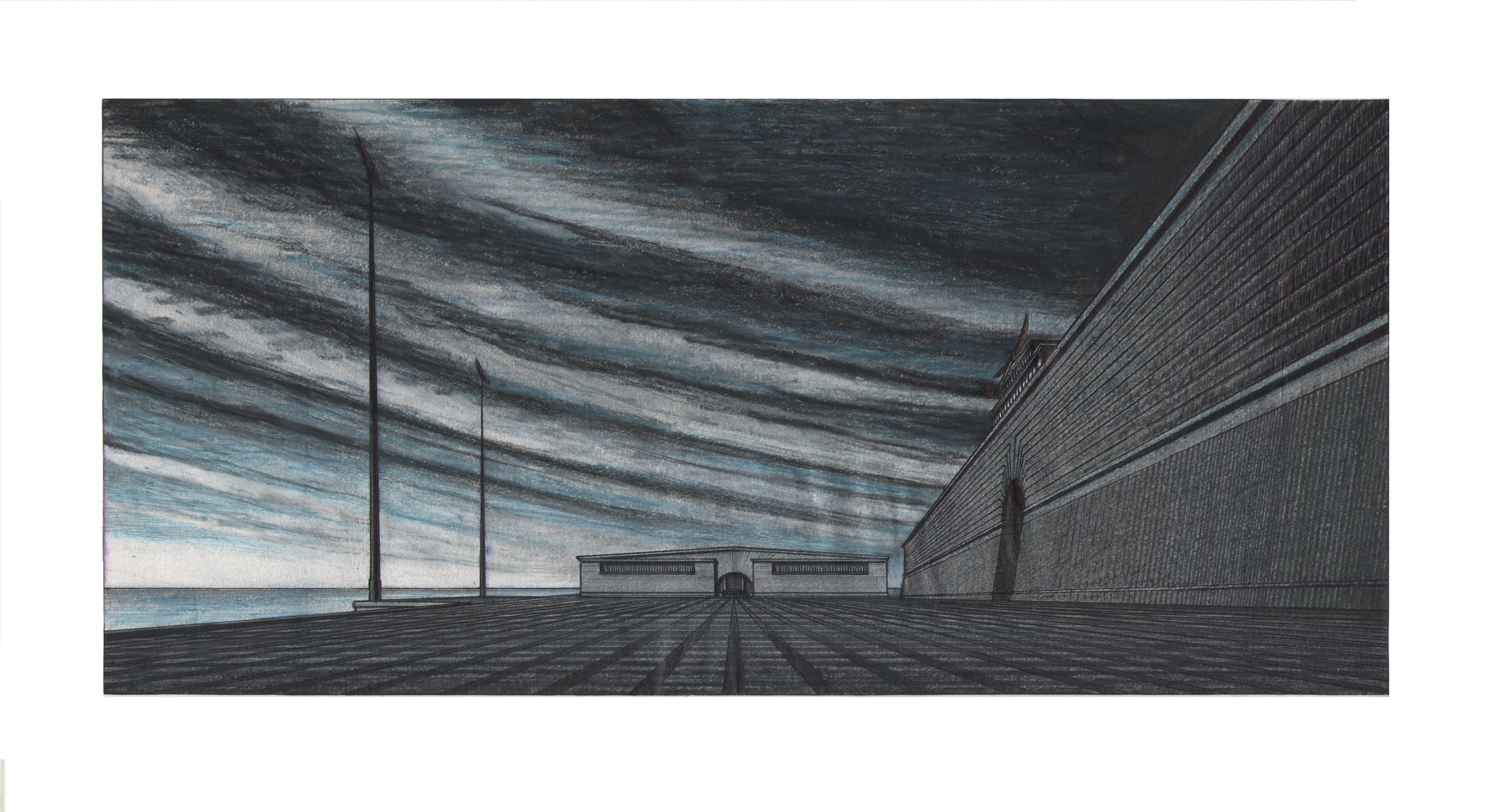
Piazza sul mare a Livorno, 1938
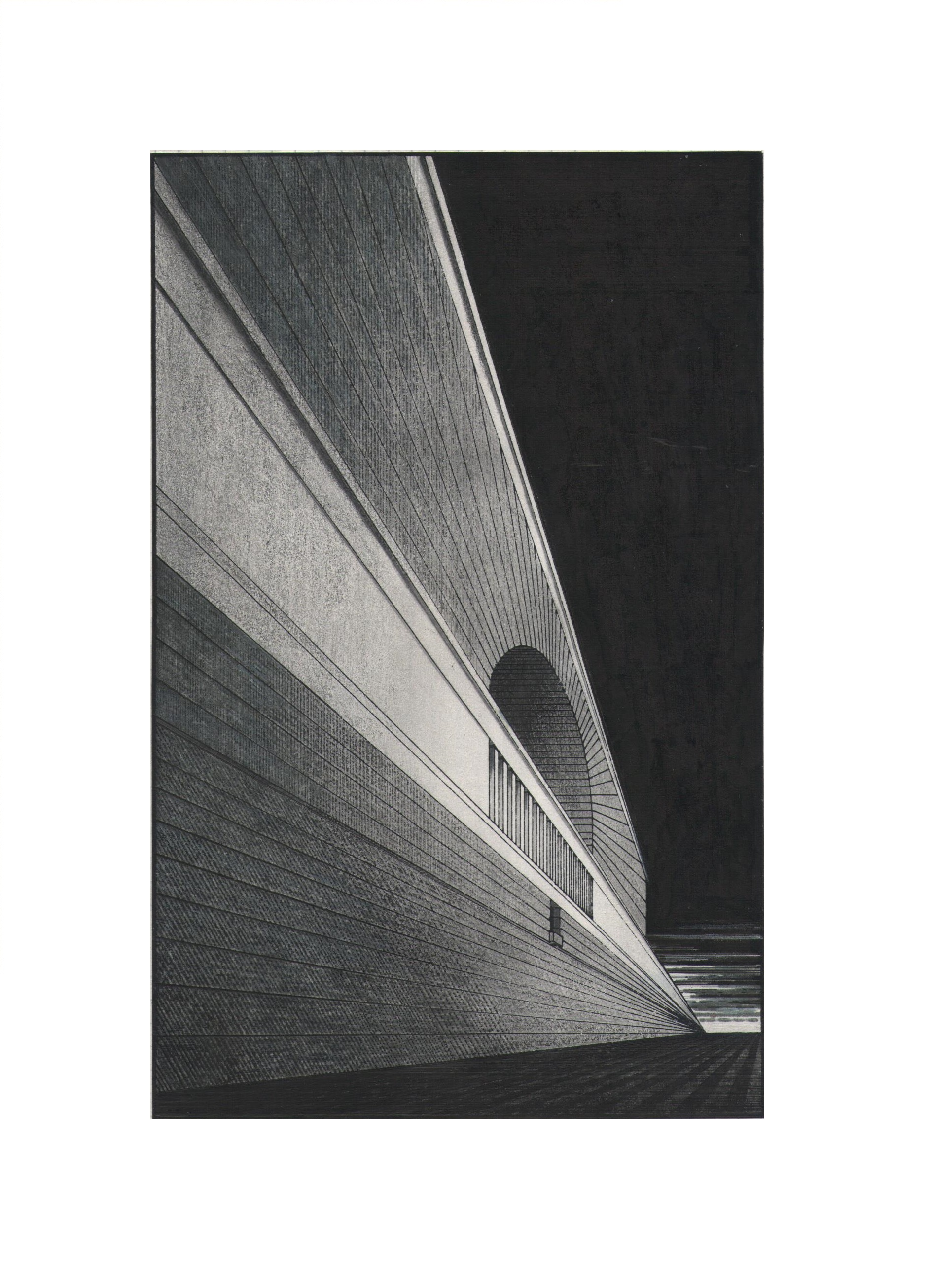
Piazza sul mare a Livorno, particolare, 1938
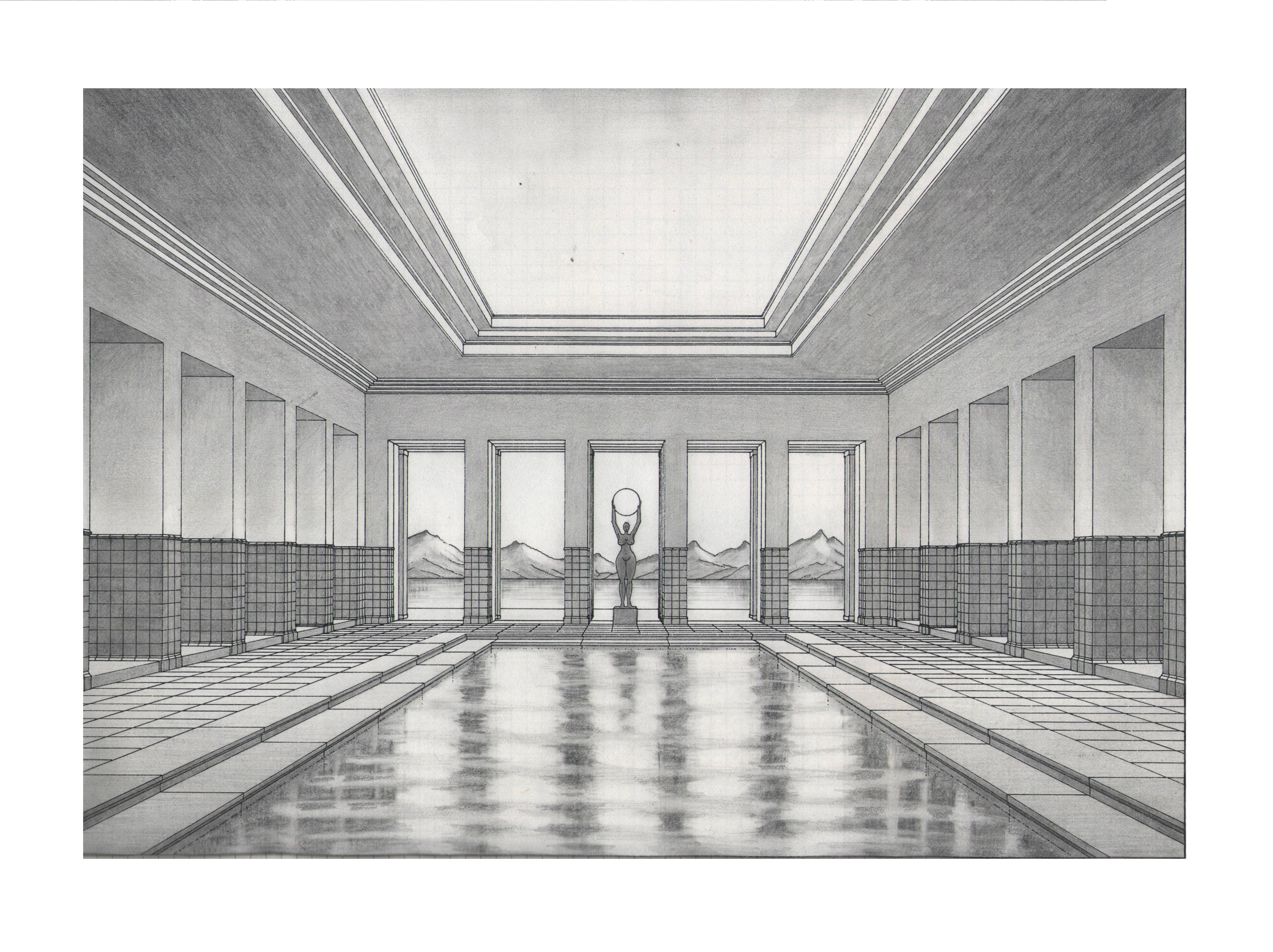
Piscina sul Lago di Garda, 1941